# 松岡三郎
松岡 三郎（まつおか さぶろう、1915年 - 2010年6月5日）は、日本の法学者。専門は労働法。学位は、法学博士（明治大学・論文博士・1959年）（学位論文『憲法の労働権の法社会学的展開について : 日本における労働権の機能と保障機構の特殊性に関する研究』）。明治大学名誉教授。

## 履歴
1941年東京帝国大学法学部卒、高文（行政科・司法科）合格、同助手。
1945年内務省に入る。のち厚生省、労働省、法務府(法務省の前身)に勤務。この間、労働省設立に伴う労働諸立法事務に従事。
1949年明治大学法学部教授、法学部学部長、理事、1986年定年退任、名誉教授。
1959年に学位論文『憲法の労働権の法社会学的展開について : 日本における労働権の機能と保障機構の特殊性に関する研究』 で明治大学より法学博士の学位を取得。
息子の松岡二郎は明治大学講師を定年まで勤め上げた。

## 著書
- 『労働基準法疑義解説』労務行政研究所 1947
- 『労働基準法の詳解』労務行政研究所 1947
- 『改正労働法』研進社 1949
- 『憲法と労働立法 労働法改正を繞る諸問題』国際文化共働社 1949
- 『条解労働基準法』弘文堂 1950
- 『条解災害補償法 労働者,公務員』弘文堂 1952
- 『労働法の理論と斗争』労働経済社 1952
- 『労働法講義案 昭和30年版』弘文堂 1955
- 『実務労働法』ダイヤモンド社 1956 経営全書
- 『労働法概論』弘文堂 1957
- 『経営内における労使関係法』ダイヤモンド社 1959
- 『労働基準法』弘文堂 1960 労働法シリーズ
- 『日本の労働法 これからの使う者と使われる者』弘文堂 1961
- 『労働法による労務管理』ダイヤモンド社 1962
- 『合理化と労働基準法』労働旬報社 1963
- 『現代日本の労働法』弘文堂 1964
- 『就業規則と人事・労働条件 その労使関係における法理と実務』ダイヤモンド社 1965
- 『法律家の目 反骨と予言』鳳舎 1967
- 『労働基準法の威力 その思想とこれからの労使関係』弘文堂新社 1967
- 『労働法と就業規定 人事・労働条件をめぐるこれからの労使関係』ダイヤモンド社 1967
- 『労働法と労務管理』ダイヤモンド社 1967
- 『労働法 権利の歴史と理論』弘文堂 1968
- 『労働法と協約』ダイヤモンド社 1968
- 『労働法の話』労働旬報社 1968 労旬新書
- 『労働基準法の話』労働旬報社 1969 労旬新書
- 『労働基準法とその威力 これからの解釈と労使関係』弘文堂 1970
- 『社長と労働法 人の集まる企業と逃げだす企業』総合労働研究所 1971
- 『業務命令と懲戒 人事トラブル防止に役立つ実例』日本法令様式販売所 1972 中小企業の労務管理シリーズ
- 『労働基準法実務総覧』労働旬報社 1975
- 『椅子なき管理職 権利と地位のゆくえ』時事通信社 1976
- 『通達・判例実務労働法大系』全5巻 ダイヤモンド社 1979-83
- 『人事・労務の法律』日本経済新聞社 1984 ビジネス法律ブックス
- 『労働法のすすめ 自分を生かすサラリーマンの知恵』労働旬報社 1987 ヒューマン・ネットワーク・シリーズ
- 『女性社員の雇い方、使い方』自由国民社 1993

## 共編著
- 『あたらしい労働法の読本』平岩新吾共著 興文社出版部 1948
- 『賃金の法律相談』小島健司,田辺照子共著 日本評論社 1955
- 『日本労働行政』石黒拓爾共著 勁草書房 1955
- 『条解改正公労法・地公労法』大野正男,内藤功共著 弘文堂 1957
- 『あたらしい法律学』宮崎繁樹共著 青林書院 1958
- 『憲法と法学』宮崎繁樹共著 未来社 1962
- 『転換期における労働組合の権利闘争』沼田稲次郎,青木宗也共編 労働旬報社 1973
- 『労働法小辞典』編著 中央経済社 1979
- 『口語労働法』改訂新版 労働省法規課共著 自由国民社 2001 口語六法全書
- 『総解説人事・労務の法律』松岡二郎共著 日本経済新聞社 2002
- 『口語労働法』全訂版 松岡二郎共著 自由国民社 2004 口語六法全書

## 翻訳
- カーン・フロイント『イギリス労働法の基礎理論』日本評論新社 1957年